# Abzurdah
Abzurdah è un film del 2015 diretto da Daniela Goggi.
Il soggetto è basato sull'autobiografia della scrittrice Cielo Latini; i protagonisti sono María Eugenia Suárez e Esteban Lamothe. In Italia il film è stato trasmesso da Netflix dal 25 agosto 2016.

## Trama
Cielo è un adolescente che attraverso internet, conosce un ragazzo più grande di lei di nove anni, con il quale inizia una relazione e di cui si innamora perdutamente. Sommersa da un ambiente superficiale, senza amiche e con il mondo adulto che poco comprende quello adolescente, per Cielo la loro relazione, diventa un'ossessione, ella diventa una narratrice loquace, incisiva e vertiginosa, che ci conduce attraverso una storia d'amore non corrisposta, dove l'opzione di smettere di mangiare diventa l'illusione di una vita perfetta.

## Distribuzione
Date di uscita:
- Argentina : 4 giugno (2015)
- Uruguay : 6 agosto (2015)

## Accoglienza

### Incassi
Il film si è rivelato un grande successo al botteghino. Il giorno della sua uscita è stato visto da oltre 30.000 spettatori. A solo una settimana dalla sua uscita, è stato visto da oltre 240.000 spettatori, arrivando primo nel box office nazionale e diventando la migliore, apertura nazionale per il primo semestre del 2015.

### Critica
Abzurdah ha ricevuto recensioni contrastanti da parte della critica. Javier Porta Fouz del quotidiano La Nación, nella sua recensione ha scritto: «Siamo di fronte a un personaggio che esiste, che è chiaro, che prevale sulle situazioni che migliorano, ma non smettono di mettere insieme una storia con una tensione narrativa o con una fluidità speciale. »
Juan Pablo Cinelli del quotidiano Página 12 ha detto: «Un film è come un pugno di sabbia: forte, ruvido e abbondante all'inizio, ma nel corso della storia non può fare a trasudano tra le dita».
Horacio Bilbao del giornale Clarin aggiunge che «Il promettente debutto da protagonista della Suarez e la storia d'amore rarefatta che enfatizza la sua crisi, permettono a Daniela Goggi (che fondamentale dirige una donna) di "scappare" dal calcolo del marketing».
Più in generale, il critico, Ezequiel Boetti, del portale Otros Cines, ha dichiarato: «È vero che il cinema non è una questione di intenzioni ma di risultati concreti, sotto forma di immagini e di suoni catturati dallo schermo, ma è impossibile avvicinarsi ad Abzurdah senza pensare che avrebbe potuto essere un film migliore di quello che realmente è».